# Jessica Ennis
Jessica Ennis, DBE, född 28 januari 1986 i Sheffield, Storbritannien, är en brittisk före detta friidrottare som tävlade i mångkamp. 
Ennis vann 2005 Junior-EM i sjukamp. Året efter blev hon trea i sjukamp vid Samväldesspelen 2006 i Melbourne. Vid Europamästerskapen i Göteborg 2006 noterade hon ett nytt personligt rekord på 6 287 poäng men det räckte bara till en åttonde plats. Den placeringen förbättrade hon i femkampen vid inomhus EM i Birmingham 2007 då hon slutade sexa. Vid VM 2007 i Osaka började Ennis bra med seger på både 100 meter häck och 200 meter. Men i kastgrenarna nådde hon inte ända fram och hon slutade på en fjärde plats. Hon noterade även nytt personligt rekord på 6 469 poäng.
Vid VM 2009 i Berlin vann hon överlägset guld i sjukamp efter att ha noterat 6 731 poäng. Året därpå, i juli 2010, satte hon nytt personligt rekord och mästerskapsrekord då hon vann guld i sjukampen i EM i Barcelona, Spanien. 2012 vann hon OS-guld i London.

## Personliga rekord
| Gren           | Rekord  | Plats                        | År   | Extra  |
| -------------- | ------- | ---------------------------- | ---- | ------ |
| 100 meter häck | 12,54 s | London, England              | 2012 | NR*WB* |
| Höjdhopp       | 1,95 m  | Desenzano, Italien           | 2007 | NR*    |
| Kulstötning    | 14,67 m | Daegu, Sydkorea              | 2011 |        |
| 200 meter      | 22,83 s | London, England              | 2012 |        |
| Längdhopp      | 6,51 m  | New York, USA                | 2010 |        |
| Spjut          | 48,33 m | Loughborough, Storbritannien | 2013 |        |
| 800 m          | 2:07,81 | Daegu, Sydkorea              | 2011 |        |
| Sjukamp        | 6955    | London, England              | 2012 | NR*    |

* NR = Nationsrekord
* CR = Mästerskapsrekord
* WB = Världsrekord